# Gràcia (ancienne commune)
Pour les articles homonymes, voir Gracia.
Gràcia est une ancienne commune de la périphérie de Barcelone, indépendante de Barcelone entre 1821 et 1823 et entre 1850 et 1897, année de son intégration dans la commune Barcelone
Le territoire de la commune de Gràcia correspond approximativement au district de Gràcia et le quartier de la Vila de Gràcia en constituait le noyau principal.